# ديون لويس
ديون لويس (بالإنجليزية: Dion Lewis)‏ هو لاعب كرة قدم أمريكية أمريكي، ولد في 27 سبتمبر 1990 في ألباني في الولايات المتحدة.

## وصلات خارجية
- ديون لويس على موقع مرجع كرة القدم المحترفة.كوم (الإنجليزية)